# Z Piscium
Z Piscium är en halvregelbunden variabel av SRB-typ i Fiskarnas stjärnbild.
Stjärnan varierar mellan visuell magnitud +6,37 och 7,49 med en period av 155,8 dygn